# Municipio de Dean (Dakota del Norte)
El municipio de Dean (en inglés: Dean Township) es un municipio ubicado en el condado de LaMoure en el estado estadounidense de Dakota del Norte. En el año 2010 tenía una población de 224 habitantes y una densidad poblacional de 2,49 personas por km².

## Geografía
El municipio de Dean se encuentra ubicado en las coordenadas 46°19′7″N 98°20′59″O / 46.31861, -98.34972. Según la Oficina del Censo de los Estados Unidos, el municipio tiene una superficie total de 90.08 km², de la cual 88,96 km² corresponden a tierra firme y (1,24 %) 1,12 km² es agua.

## Demografía
Según el censo de 2010, había 224 personas residiendo en el municipio de Dean. La densidad de población era de 2,49 hab./km². De los 224 habitantes, el municipio de Dean estaba compuesto por el 97,77 % blancos, el 0,89 % eran afroamericanos y el 1,34 % eran de una mezcla de razas. Del total de la población el 0 % eran hispanos o latinos de cualquier raza.